# モートピア
モートピア（MOTOPIA）は、本田技研工業の傘下企業であるホンダモビリティランド（旧・モビリティランド）が鈴鹿サーキット（三重県鈴鹿市）の敷地内で運営している遊園地、鈴鹿サーキットパーク（すずかサーキットパーク、Suzuka Circuit Park）の旧称。
モビリティランドが運営していた多摩テック（東京都日野市、2009年9月30日閉園）の敷地内にもモートピアと称するエリアが存在した。
多摩テックのものは1961年に、鈴鹿サーキットのものは1963年に作られた。他の遊園地と比べると自分で操作して楽しめるアトラクション（遊具）が多く、起源は本田技研の創業者である本田宗一郎が自社の工場などに作ったゴーカート場などである鈴鹿テックや朝霞テックといわれている。モートピアの名前はユートピア（英: utopia）と英語で発動機の意味を指すmotoを併せた造語。
鈴鹿サーキットの開業60周年を迎える2022年、3月1日にモビリティランドは社名を『ホンダモビリティランド』に変更したと共に、同日名称がモートピアから鈴鹿サーキットパークに変更された。また、略称については『ゆうえんち』から『パーク』に、遊具の表記は『のりもの』から『アトラクション』にそれぞれ変更された。

## 鈴鹿サーキット

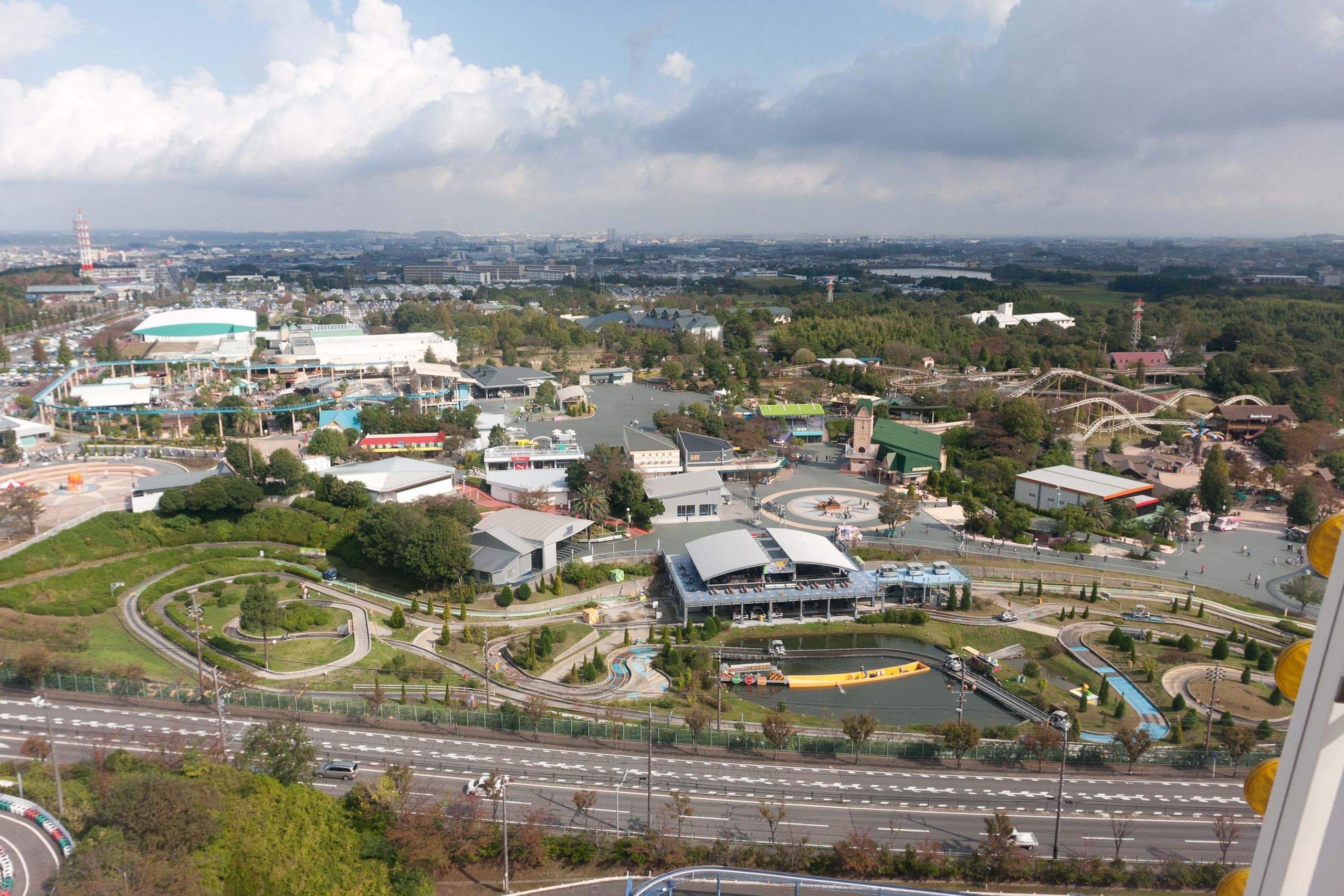
鈴鹿サーキットのモートピア

1963年開園。

### コチラのプッチタウン
2000年オープン、2010年3月6日リニューアル。子供に向けたアトラクションをそろえている。
- コチラドライビングスクール - 子供向け自動車教習所。交通ルールやマナーを学べる。
- チクタクトレイン - 電車を運転し、時間を守って駅に到着する。
- テストフライト - 2人で飛行機に乗り、協力してターゲットを狙う。
- プッチパワーショベル - ショベルに乗り、プッチプラザの建設を手伝う。
- プッチパトロール - パトカーに乗り、迷子になった子猫を探す。
- プッチグランプリ - 鈴鹿サーキット・国際レーシングコースを小さくしたコースを2人乗りのレーシングカーで走り、最速タイムを目指す。
- ルンルンバルーン - 熱気球型モノレールライドで風の力を感じられる環境・仕組みが盛り込まれている。最後にはゲームに挑戦できる。
- プッチパレード - バイクや自動車に模した乗り物に乗り、パレードをする。
- メンキョセンター - プッチタウンのすべてのライセンスを発行する。
- プッチオアシス

### チララのハローガーデン
2008年オープン、2017年3月4日リニューアル。自然と触れ合うことをテーマしたエリア。
- ぶんぶんばち - リニューアルに伴い12年ぶりにアトラクションとして復活。ぶんぶんのカゴに乗り、花の蜜を取りに行く。
- チララのフラワーワゴン - 三重県産のヒノキの間伐材を使用した電気の乗り物。
- でんでんむし - 2008年に登場した3代目。5分でハローガーデンを1周し、モートピア全景を見渡せるほか、自然観察ナビゲート、イルミネーションなどを楽しめる。
- プートのひみつ工房 - でんでんむしに乗ると最初に見ることができる工房。
- でんでんむし広場 - やわらかい地面でできている広場。
- どんぐりひろば - 屋根付きの遊び場。
- 森の母グランマ - ハローガーデンの最奥部にある大木。
- チララガーデン - でんでんむしのコース終盤に通る庭。
- プッチツリー植樹場
- ブンベツカルテット - サーキットにあるごみ箱のうち、この場所だけ上にロボットの顔がある。

### ピピラのモトフィールド
2007年オープン、2019年3月2日リニューアル。バイクを操る喜びを体感できるアトラクションをそろえている。
- ピピラのピンキーバイクプラス - 転ばないバイク「ピンキーバイク」に乗り、いろいろな働く人になりきる。
- キッズバイクトレーニング - 補助輪のない自転車に乗れる子供用。バイクに乗り、チャレンジをクリアし、「A級ライセンス」獲得を目指す。小学生まで利用できる。
- アクロバイク - 新登場した、モトクロス型EVバイクに乗ってオフロードコースに挑戦するアトラクション。デコボコ道や1本道がある。
- ライセンスセンター - プッチパイクシリーズのライセンスを発行する。

### プートのモビパーク
2005年4月オープン。のりもの研究所でカートを作ったり、カートやene-1に挑戦したりできる。
- プートののりもの研究所 - 本物の工具を使って電気カートを組み立てられる「メカニック室」と、物づくりを気軽に体験できる「工作室」で構成される。
- アクロエックス エボリューション - 2015年3月リニューアル。水溜りや悪路などオフロード走行を車で体験できる。
- DREAM R - 池の周りに設置されたコースをカートで回る。
- ene-1 - 全長400mのコースを走り、一定のエネルギーで「走行距離」を競う。なお、2011年より鈴鹿サーキットとツインリンクもてぎで行われている大会「Ene-1GP」とは名称が類似しているが直接の関係は無い[4]。

### バットのアドベンチャーヴィレッジ
2005年7月オープン。2014年3月1日リニューアル。冒険をテーマにしたエリア。
- バットのパワークリスタルハント - パワークリスタルを狙って点数を稼ぐ。
- アドベンボート フロンティア - 2015年3月リニューアル。4人乗りの本格的電動ボートで色々なコース上の障害を乗り越えていく。このボートは、鈴鹿市で水害があった場合に無償で貸し出される契約が鈴鹿市との間で結ばれている。
- パラ・セイラー - パラシュートの先に付いた2人掛けの椅子に乗り、くるくる回る。
- ロッキーコースター - 前向きと後ろ向きに座ることのできるコースター。
- アドベンチャードライブ - 2014年3月1日のリニューアルとともに登場。声で乗り物が加速するアトラクションはこれが日本初。[5]
- 勇者の門 - アドベンチャービレッジの入り口に立つ門。
- 眠れるアクズスの岩山 - パワーリングを封印した守り神「アクズス」が眠っている岩山。
- ブレイブサークル - 遺跡が崩れてできた迷路。柔らかい素材でできている。

### GPフィールド
2012年オープン。子供から大人までモータースポーツの楽しさを体感できる。
- サーキットホイール - 文字通り「サーキットにある観覧車」。国際レーシングコースはもちろん、鈴鹿市内や伊勢湾まで見渡すことができる。地上50m。
- デュエルジーピー - 2人乗りのマシンを自分で操りライバルと競争するコースター型アトラクション。
- GP RACERS - 2020年3月1日オープン。日本初となるバイク型コースター。
- サーキットチャレンジャー - レーシングドライバーの佐藤琢磨が監修した、東コースを電気自動車で走るアトラクション。
- モトファイター - 2019年3月21日オープン。国際レーシングコースの特徴を取り入れたコースをオリジナルEVバイクでタイムアタックを行う。

### 過去のアトラクション
- マッドコブラ - 1998年3月導入[6]。直線70mの直線でリニアモーターを用いて加速し襲いかかる蛇をイメージした複雑に絡み合った計822.9mのコースを最高時速90kmで走行するローラーコースター[6]。2003年9月に営業終了、中国「発現王国」に売却。
- ブラックアウト - 1995年導入[7]、ベコマ社製のインバーテッド・コースター。2007年9月に利用者が骨折する事故が発生して休業し設備や運用上の不具合は発見されず乗車制限の厳格化や安全設備強化を施しての再開を検討していたが[8][9]、F1日本グランプリ再開催に向けての施設改善の為2008年1月に運行再開することなく撤去[8]。ブラジル「Beto Carrero World」に売却された。
- スペースショット - 2010年1月営業終了
- テストカー - 「プートのモビパーク」エリアで営業、2011年1月5日で営業を終了。
- アドバンスカート - 気軽にモータースポーツを体感できるレーシングカート。「GPフィールド」エリアで営業、2019年10月末で営業終了。
- フライングシップ - 3つの帆船を連ねた懸垂式モノレール。「バットのアドベンチャーヴィレッジ」エリアで営業、2020年11月23日をもって営業終了。
- レーシングシアター - 2012年7月7日にオープンした世界初の体感音響システムによる本格レース体験アトラクション。2024年4月に「Honda RACING Gallery」にリニューアル[10]。

## 多摩テック

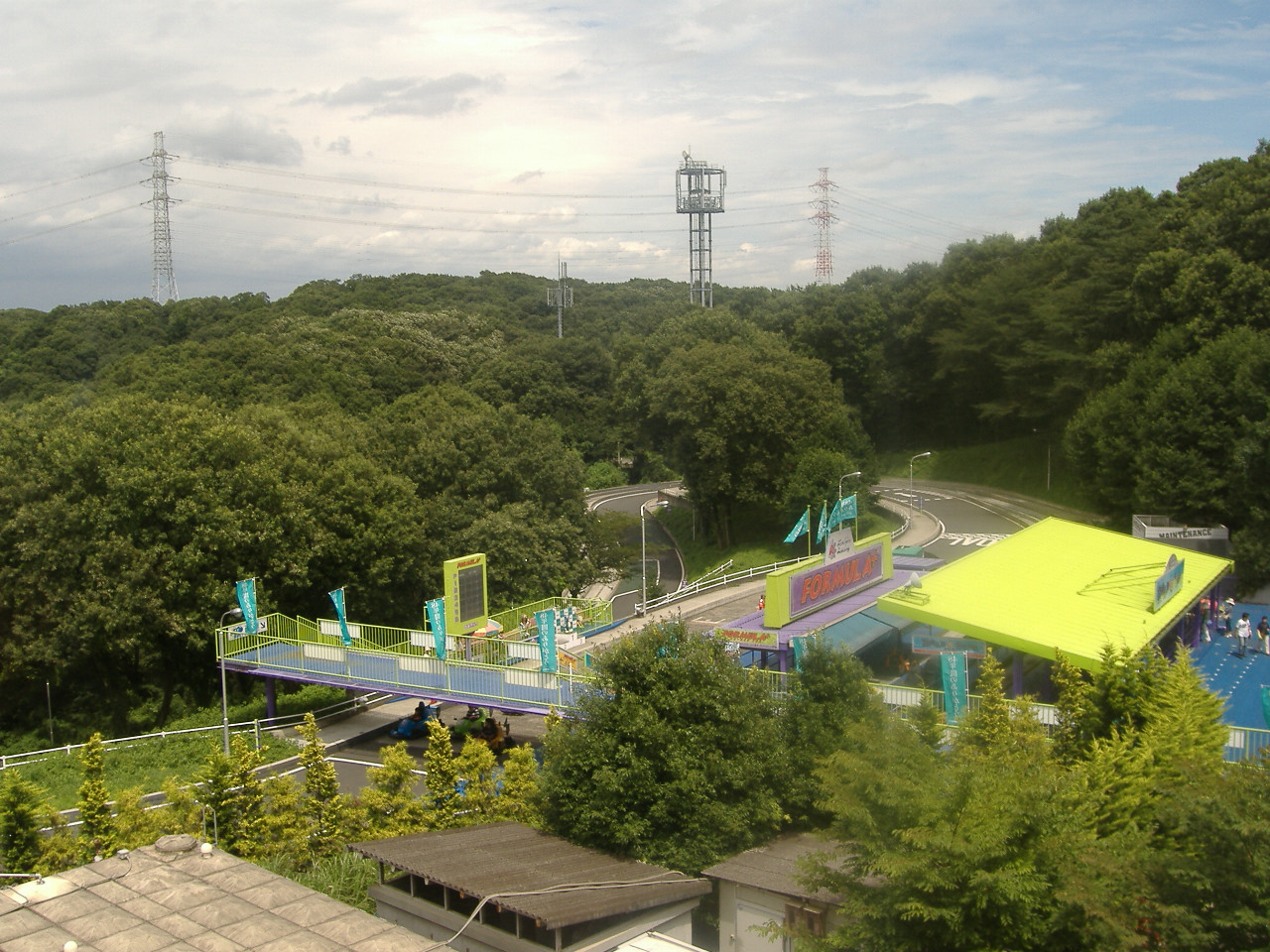
多摩テックのモートピア

1961年に開園。2009年9月30日、多摩テックの閉園に伴い閉園した。

### 施設
鈴鹿サーキットと同じアトラクションも多数あるが、多摩テックにしかないものもある。温泉施設「クア・ガーデン」も併設されていた。

#### 多摩テックオリジナルアトラクション
- トップキャビン - 多摩丘陸を見渡せる最高地点は標高224mの観覧車。
- ワイルドリバーアドベンチャー - 大型の急流滑り。途中水車で巻き上げられる箇所があった。
- カナディアンジェットライダー - 丸太型の車両に乗って森林を駆け抜けるローラーコースター。
- UFO - 円形の乗り物が回転しながらガイドレールに沿って進むアトラクション。
- バイクパレード - メリーゴーラウンドのバイク版。
- チララちゃんのフラワーカップ - コーヒーカップのお花版。
- ロードスター - 1960年代のイタリアのスポーツカーを髣髴させるデザインのカート。
- ピピラのボールパラダイス - ボールだらけのプール。
- 4Dモーションシアター - 太古の時代をテーマにした恐竜などが出てくる4D映像が見られる。
- ハイパーカート - 山間や陸橋などがあるコースをゴーカートで走る。

#### 鈴鹿サーキットにもあるアトラクション
- プッチタウン
  - プートののりものけんきゅうじょ
  - キッズドライブ
  - ピピラのピンキードライブ
  - コチラちゃんのプチプレーン
  - ドリフトキッズレーサー
  - キッズバイク
  - キッズドライブ
  - ピピラのピンキードライブ
- その他
  - でんでんむし
  - アクロエックス
  - スペースショット
  - メリーゴーランド
- 名称は違うが同じ仕様のもの
  - プートのちんちんでんしゃ
  - バットの工事現場
  - フォーミュラグランプリ
  - ガリオン - フライングシップど同型

## 参照
1. ↑  モビリティランドが社名ともてぎ名称変更を発表。もてぎは『モビリティリゾートもてぎ』にautosport web(2021.10.22)2022.02.21閲覧
2. ↑  (・ス・)＜スゥさん@鈴鹿サーキット公式/質問用さんはTwitterを使っていますTwitter(2022.02.18)2022.02.21閲覧
3. ↑  “ニュースリリース”. 2025年6月8日閲覧。
4. ↑  『一定量のエネルギーを用いて走行する』という主旨は一致している
5. 1 2  2014年3月1日オープン! 家族の冒険エリア New「アドベンチャーヴィレッジ」～日本初! "みんなの声で加速する!新絶叫系!?"「アドベンチャードライブ」新登場!～株式会社モビリティランド、2013年11月19日
6. 1 2  通風筒 - 中日新聞1998年3月20日朝刊35面
7. ↑  通風筒 - 中日新聞1995年7月21日朝刊
8. 1 2  F1再開向け撤去 鈴鹿サーキットコースター運営会社が計画 - 中日新聞2008年1月16日朝刊三重県版
9. ↑  “鈴鹿サーキット遊具で骨折　検証結果”. Response
10. ↑  「Honda RACING Gallery」が4/5(金)にオープン2024年3月21日、ホンダモビリティランド株式会社・鈴鹿サーキット